# Kazimierz Żardecki
Kazimierz Żardecki (ok. 1883) – polski inżynier.

## Życiorys
Uczył się w C. K. Gimnazjum w Drohobyczu, gdzie w 1902 ukończył VIII klasę i zdał egzamin dojrzałości. W 1904, na Politechnice Lwowskiej, działał w zarządzie studenckiego Technickiego Koła Towarzystwa Szkoły Ludowej we Lwowie.
Był członkiem Polskiego Towarzystwa Politechnicznego we Lwowie od 1916, członkiem Zarządu Zrzeszenia Gazowników i Wodociągowców Polskich oraz od 1928 członkiem zarządu Izby Przemysłowo-Handlowej we Lwowie. Zasiadał także w składzie redakcyjnym czasopisma „Gaz i Woda” i publikował na jego łamach. 
Przez ponad 30 lat był pracownikiem oraz dyrektorem Zakładu Gazowego Miejskiego we Lwowie (gazownia), po czym z dniem 1 października 1933 przeszedł w stan spoczynku. Na początku 1930 został konsulem honorowym Republiki Estonii na obszar województw lwowskiego, stanisławowskiego, tarnopolskiego i wołyńskiego z siedzibą we Lwowie. 1 września 1930 został mu nadany Złoty Krzyż Zasługi „za zasługi na polu organizacji i rozwoju Targów Wschodnich we Lwowie”. W wyborach samorządowych z maja 1939 uzyskał mandat radnego Rady Miasta Lwowa, startując z listy chrześcijańsko-narodowej jako kandydat Obozu Zjednoczenia Narodowego.

## Publikacje
- Możliwości zastosowania gazu ziemnego z Daszawy we Lwowie (Referat wygłoszony na XI Zjeździe Gazowników i Wodociągowców Polskich w Poznaniu w r. 1929), "Gaz i Woda", R.IX, 1929.
- Zastosowanie gazu ziemnego we Lwowie (Referat wygłoszony na XII Zjeździe Gazowników i Wodociągowców Polskich w maju 1930 w Drohobyczu), "Gaz i Woda" nr 10, R.X, październik 1930.
- Palnik do gazu, zwłaszcza ziemnego: opis patentowy : nr 13167 : Kl. 24 c 10, Urząd Patentowy Rzeczypospolitej Polskiej, 1931.
- Dotychczasowe wyniki eksploatacji i dalsze widoki stosowania gazu ziemnego na przestrzeni Daszawa - Lwów, (Referat wygłoszony na XIII Zjeździe Gazowników i Wodociągowców Polskich w Warszawie w r. 1931), "Gaz i Woda" nr 11, R.XI, listopad 1931.
- Projekt gazyfikacji miasta Lwowa gazem ziemnym (Referat wygłoszony na XV-tym Zjeździe Gazowników i Wodociągowców Polskich w Gdyni w r. 1933), "Gaz i Woda" nr 9, R.XIII, wrzesień 1933.
- Zasady i potrzeba stosowania gazu w przemyśle, "Gaz i Woda" R.XIV, Kraków 1934.